# ジェイミー・ムラーキー
ジェイミー・ムラーキー（Jamie Mullarkey、1994年8月17日 - ）は、オーストラリアの男性総合格闘家。ニューサウスウェールズ州セントラル・コースト出身。マグナスMMA/セントラル・コーストMMA所属。

## 来歴
14歳の時、ラグビーのオフシーズン中に体調管理のために総合格闘技のトレーニングを始めた。2013年にプロ総合格闘技デビュー。
2016年3月19日、AFC 15のAFCフェザー級タイトルマッチで王者アレクサンダー・ヴォルカノフスキーに挑戦し、右フックで1RKO負け。王座獲得に失敗し、キャリア初黒星を喫した。

### UFC
2019年10月6日、UFC初参戦となったUFC 243でブラッド・リデルと対戦し、0-3の判定負け。ファイト・オブ・ザ・ナイトを受賞した。
2021年10月2日、UFC Fight Night: Santos vs. Walkerでデボンテ・スミスと対戦し、左ボディブローでダウンを奪いパウンドで2RTKO勝ち。パフォーマンス・オブ・ザ・ナイトを受賞した。
2022年7月9日、UFC on ESPN: dos Anjos vs. Fizievでマイケル・ジョンソンと対戦し、2-1の判定勝ち。ファイト・オブ・ザ・ナイトを受賞した。なお、海外のMMAメディアサイトの採点では20人中16人の記者がジョンソンの勝利を支持した。

## 戦績
| 総合格闘技 戦績 | 総合格闘技 戦績 | 総合格闘技 戦績 | 総合格闘技 戦績 | 総合格闘技 戦績 | 総合格闘技 戦績 | 総合格闘技 戦績 |
| --------------- | --------------- | --------------- | --------------- | --------------- | --------------- | --------------- |
| 25 試合         | (T)KO           | 一本            | 判定            | その他          | 引き分け        | 無効試合        |
| 17 勝           | 10              | 3               | 4               | 0               | 0               | 0               |
| 8 敗            | 6               | 0               | 2               | 0               | 0               | 0               |

| 勝敗 | 対戦相手                           | 試合結果                                       | 大会名                                             | 開催年月日     |
| ×    | マウリシオ・ルフィ                 | 1R 4:42 TKO（左飛び膝蹴り→スタンドパンチ連打） | UFC 301: Pantoja vs. Erceg                         | 2024年5月4日   |
| ×    | ナスラット・ハクパラスト           | 1R 1:44 TKO（左フック）                        | UFC Fight Night: Song vs. Gutiérrez                | 2023年12月9日  |
| ○    | ジョン・マクデッシ                 | 5分3R終了 判定3-0                              | UFC 293: Adesanya vs. Strickland                   | 2023年9月10日  |
| ×    | ムハンマド・ナイモフ               | 2R 2:59 TKO（右フック→パウンド）               | UFC on ESPN 46: Kara-France vs. Albazi             | 2023年6月3日   |
| ○    | フランシスコ・プラド               | 5分3R終了 判定3-0                              | UFC 284: Makhachev vs. Volkanovski                 | 2023年2月11日  |
| ○    | マイケル・ジョンソン               | 5分3R終了 判定2-1                              | UFC on ESPN 39: dos Anjos vs. Fiziev               | 2022年7月9日   |
| ×    | ジェイリン・ターナー               | 2R 0:46 TKO（右フック→パウンド）               | UFC 272: Covington vs. Masvidal                    | 2022年3月5日   |
| ○    | デボンテ・スミス                   | 2R 2:51 TKO（左ボディブロー→パウンド）         | UFC Fight Night: Santos vs. Walker                 | 2021年10月2日  |
| ○    | カーマ・ワーシー                   | 1R 0:46 KO（左フック→パウンド）                | UFC 260: Miocic vs. Ngannou 2                      | 2021年3月27日  |
| ×    | ファレス・ジアム                   | 5分3R終了 判定0-3                              | UFC Fight Night: Ortega vs. The Korean Zombie      | 2020年10月18日 |
| ×    | ブラッド・リデル                   | 5分3R終了 判定0-3                              | UFC 243: Whittaker vs. Adesanya                    | 2019年10月6日  |
| ○    | エジマール・テイシェイラ           | 2R 5:00 TKO（棄権）                            | Superfight MMA 11 【SFMMAライト級タイトルマッチ】  | 2019年5月3日   |
| ○    | アベル・ブライツ                   | 2R 1:51 TKO（右ストレート→パウンド）           | Superfight MMA 9 【SFMMAライト級タイトルマッチ】   | 2018年11月16日 |
| ○    | ジョシュ・トゴ                     | 1R 5:00 TKO（パンチ連打）                      | Urban Fight Night 15 【UFNライト級タイトルマッチ】 | 2018年4月14日  |
| ○    | ジェシー・メディナ                 | 3R TKO（パンチ連打）                           | BRACE 51                                           | 2017年10月28日 |
| ×    | ルーク・カトゥビッグ               | 2R 4:19 TKO（グラウンドの肘打ち）              | BRACE 42                                           | 2016年8月13日  |
| ×    | アレクサンダー・ヴォルカノフスキー | 1R 3:23 KO（右フック）                         | AFC 15 【AFCフェザー級タイトルマッチ】             | 2016年3月19日  |
| ○    | グレッグ・クリティコス             | 2R 3:01 リアネイキドチョーク                   | BRACE 37 【BRACEフェザー級タイトルマッチ】         | 2015年11月21日 |
| ○    | デビッド・シモンズ                 | 1R 2:47 TKO（パンチ連打）                      | BRACE 36                                           | 2015年9月19日  |
| ○    | ステファン・ローザ                 | 1R 4:13 リアネイキドチョーク                   | BRACE 33                                           | 2015年4月18日  |
| ○    | JJ・ヴァン・アズウェゲン           | 1R 0:59 TKO（膝の負傷）                        | BRACE: Tournament Season 1 Final                   | 2014年11月22日 |
| ○    | ブライオン・カウエル               | 1R 4:47 リアネイキドチョーク                   | BRACE 28                                           | 2014年8月8日   |
| ○    | ジョシュア・ペカステイン           | 3R 0:49 TKO（パンチ連打）                      | BRACE 26                                           | 2014年3月15日  |
| ○    | デビッド・グリーブス               | 5分3R終了 判定3-0                              | Roshambo MMA 2                                     | 2014年2月1日   |
| ○    | ルーク・ヒューム                   | 1R 4:59 TKO（パンチ連打）                      | BRACE 23                                           | 2013年10月26日 |

## 獲得タイトル
- BRACEフェザー級王座（2015年）
- UFNライト級王座（2018年）
- SFMMAライト級王座（2018年）

## 表彰
- UFC ファイト・オブ・ザ・ナイト (2回)
- UFC パフォーマンス・オブ・ザ・ナイト (1回)